# Будинок мистецтв Брегенц
Будинок мистецтв Брегенц (КУБ) презентує в тимчасових виставках міжнародне сучасне мистецтво в місті Брегенц, столиці федеральної землі Форарльберг. На замовлення землі Форарльберг він проєктувався відомим швейцарським архітектором Петером Цумтором, і будувався в період з 1990 по 1997 рік. 

## Загальні положення
Будинок мистецтв Брегенц відноситися до архітектурних та основоположних видатних виставкових будинків для сучасного мистецтва в Європі. Площа виставки завбільшки 1880 м² простягається на першому та трьох верхніх поверхах КУБ Арени. В будинку мистецтв виставляються роботи міжнародних сучасних художників, які здебільшого створені спеціально для приміщень будинку мистецтв. КУБ має власну колекцію з двома головними напрямами: зібрання архівне мистецтво архітектури та зібрання австрійського сучасного мистецтва. Він починався ще до відкриття у 1997 році з купівлею робіт австрійських сучасних митців таких як Марія Лассніг, Валі Експорт та Хаймо Цоберніг, а також творів міжнародних митців на перетині мистецтва та архітектури. З 2009 року зібрання додатково поповнюється за рахунок робіт художників, що там виставляються, серед них великі пожертвування від Дональда Джуд та Пер Кікербай.
Будинок мистецтв Брегенц з його виставками та проєктами приймає виклик не лише щодо міжнародних проблем. Одночасно з проектами в Форальберг вноситься вклад до культурної самобутності. Наприклад, виразом функції поглиблення самобутності будинком мистецтв Брегенц є робота Готфріда Бехтольда «Підпис 02» з дамби Зільврета, твір «Правда перед владою» американського митця Дженні Гольцер в 2004 році, в якому широкоформатний текст відображався на архітектурних та природних пам'ятках у всій землі Форальберг, або ландшафтний проект «Горизонтальне поле» британського скульптора Антоні Гомлі реалізований з серпня 2010 по квітень 2012 року.
Додатково до масштабних авторитетних виставок в типових приміщеннях будинку мистецтв КУБ презентує в КУБ-Арена проєкти, які  є більш загальними та міждисциплінарними. КУБ-Арену запроектовано як мистецьку та посередницьку платформу на першому поверсі будинку мистецтв як дискурсивну поєднальну ланку між архітектурою та виробництвом.
Додатково до виставок будинок мистецтв пропонує об'ємну програму з посередництва. Будинок Брегенц є видавцем публікацій, низки текстів та каталогів, які в кооперації з відомими митцями та авторитетними митцями-графіками, такими як, наприклад Волтер Ніккелз або Штефан Загмайстер, реалізовують мистецькі ідеї. Крім цього, завдяки близькості з виробництвом та художником, виникають спеціальні видання ексклюзивно для будинку мистецтв Брегенц.
З 1 травня 2011 року ТОВ Австрійська пошта присвятила об'єкту поштову марку в рамках серії марок тривалого випуску.

## Керівництво музею
Еделберт Коб є директором-засновником будинку мистецтв Брегенц, який займався цією діяльністю до 2000 року. Екхард Шнайдер був його наступником з 2000 по 2008 рік. З 1 жовтня 2009 року Йільмаз Джівіор є директором будинку мистецтв.

## Архітектура
Будинок мистецтв стоїть у світлі Боденського озера. Його корпус збудований зі скляних пластин, сталі та кам'яної маси литого бетону, який формує всередині будинку структуру та простір. Споглядаючи будівлю ззовні здається, що вона неначе лампа. Будинок вбирає в себе мінливе світло неба, серпанок моря, випромінює назовні світло і колір, і наводить на думку про власний внутрішній світ в залежності від кута сприйняття, часу дня та атмосферних умов.— Петер Цумтор, архітектор, 
Ззовні невидимий і відповідно величний, схований у склі кубна берегу Боденського озера десять років підкреслює презентацію естетики в Форарльберзі..— – Газета Neue Zürcher, 3 серпня  2007 року
Будинок мистецтв Брегенц користувався доброю репутацією і розроблявся швейцарським архітектором Петером Цумтором, який нагороджений Прітцкерівською премією з архітектури. Він одержав за будинок мистецтв у 1998 році архітектурну премію Європи Міс ван дер Рое. З його багаторазово визнаним типом будівельної конструкції, КУБ відноситься до всесвітньо визнаних будівель музеїв сучасної архітектури, і є наочним прикладом для будівельного стилю мінімалізм в будівництві. Спланована як музей денного світла, будівля зберігає важливий зовнішній образ та безкомпромісне втілення його концепції простору. З характерним для нього висловленням проекту швейцарський архітектор Петер Цумтор взяв на себе зобов'язання щодо суттєвого завдання музею бути місцем для творів мистецтва та місцем для людей, які хотіли б спокійно зустрітися з цими творами. Для митців, які виставляються в КУБі, архітектура є мірилом і концептуальним імпульсом для їх проектів в експозиції, особливо коли виготовляються абсолютно нові серії робіт. Таким чином архітектура є необхідною платформою для міжнародних виставкових програм КУБа.